# Хорнсвоггл
Дилан Марк Постл (англ. Dylan Mark Postl, род. 29 мая 1986, Ошкош, Висконсин) — американский рестлер и актёр, известный под псевдонимами Хорнсвоггл (англ. Hornswoggle) и Своггл (англ. Swoggle).
Наиболее известен по выступлениям в WWE под псевдонимом Хорнсвоггл. Он дебютировал в WWE в 2006 году в союзе с Финли. Хорнсвоггл выиграл титул чемпиона WWE в первом тяжёлом весе, а затем был разоблачен как внебрачный сын Винса Макмэна и стал анонимным генеральным менеджером Raw, который контролировал бренд Raw с 21 июня 2010 года по 18 июля 2011 года. Он также выступал в Impact Wrestling.

## Автобиография
1 мая 2018 года было объявлено, что Постл работает над автобиографией вместе с Россом Оуэном Уильямсом, автором автобиографий Боба Холли и Эла Сноу, и Яном Дуглассом, автором автобиографий Дэна Северна и Багси Макгроу. Было объявлено, что книга будет «посвящена физическим и эмоциональным проблемам маленького человека в мире больших людей и, зачастую, в индустрии больших людей, а также проследит эмоциональный путь Дилана к родительству и разнообразные отношения в его собственной семье». Книга «Жизнь коротка, и я тоже» была официально выпущена издательством ECW Press 10 сентября 2019 года, и в нее вошли предисловия близких друзей Постла — Кофи Кингстона и Курта Хокинса.
Руководитель WWE Стефани Макмэн выразила свою поддержку книге в Твиттере в день ее выхода. Книга также получила публичную поддержку от Дольфа Зигглера.

## Титулы и награды
- Absolute Intense Wrestling

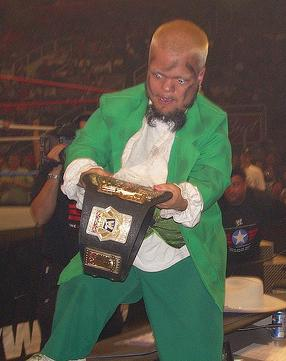
Хорнсвоггл — чемпион WWE в первом тяжёлом весе

  - Командный чемпион AIW (1 раз) — с ПиБи Смуфом
- ACW Wisconsin
  - Командный чемпион ACW (1 раз) — с Ником Колуччи[4]
- Black Label Pro
  - Командный чемпион BLP (1 раз) — с Итаном Пейджем и Данхаузеном[5]
- DDT Pro-Wrestling
  - Чемпион железных людей в хеви-металлическом весе (2 раза)[6]
- Great Lakes Championship Wrestling
  - Чемпион GLCW в тяжёлом весе (1 раз)
- Heroes And Legends Wrestling
  - Мини чемпион HLW (1 раз)[7]
- NWA Wisconsin
  - Чемпион икс-дивизиона NWA Wisconsin (1 раз)[8]
- Pro Wrestling Illustrated
  - Новичок года (2007)[9]
  - № 494 в топ 500 рестлеров в рейтинге PWI 500 в 2021[10]
- South Shore Wrestling
  - Командный чемпион SSW — с Девином Даймондом (1 раз)[8]
- Wisconsin Pro Wrestling
  - Командный чемпион WPW (1 раз) — с Ником Колуччи
- World Wrestling Entertainment
  - Чемпион WWE в первом тяжёлом весе (1 раз)[11]
  - Мини королевская битва (2008)
- Wrestling Observer Newsletter
  - Худший образ (2009)[12]
  - Худшая вражда года (2009) с Чаво Герреро-младшим[12]
- WrestleCrap
  - Премия Гукера (2007) История отцовства с Винсом Макмэном[13]
  - Премия Гукера (2009) Вражда с Чаво Герреро[14]

## Фильмография
- Лепрекон: Начало (2014) — Лепрекон